# Quân đội chính quy

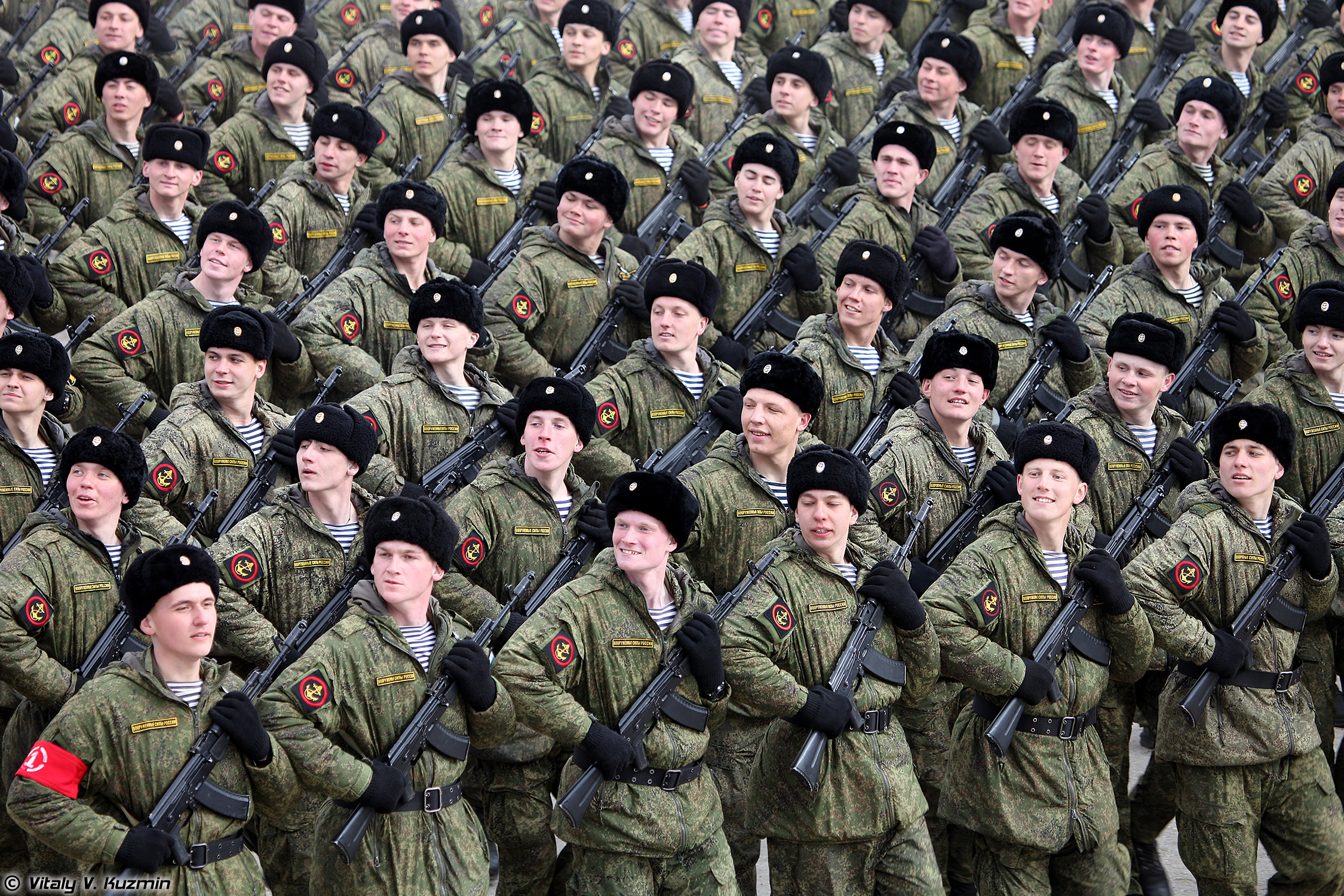
Lực lượng quân đội chính quy của Nga đang duyệt binh

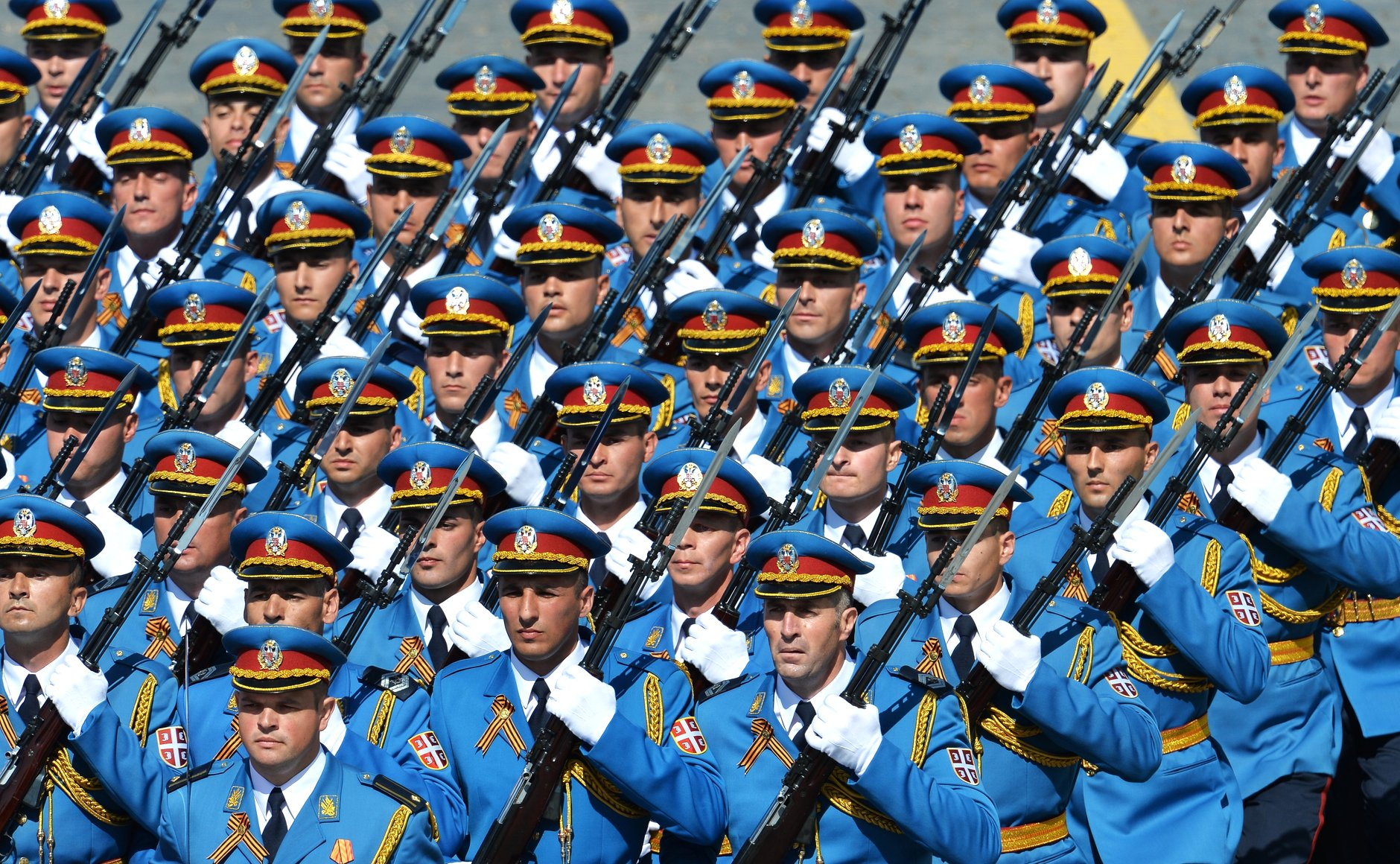
Lực lượng quân đội chính quy Serbia tham gia duyệt binh mừng Ngày chiến thắng ở Nga

Quân đội chính quy (Regular army) hay còn gọi là quân chính quy hay lính chính quy là quân đội chính thức của một bang hoặc quốc gia (lực lượng vũ trang chính thức) tương phản với các lực lượng không thường xuyên, chẳng hạn như dân quân tình nguyện không thường xuyên, dân quân tự vệ, quân đội tư nhân, lính đánh thuê (lính lê dương). Quân đội chính quy thường có những đặc điểm là: Quân đội thường trực, lực lượng thường trực của quân đội chính quy được biên chế trong thời bình. Một lực lượng dự bị quân sự có thể được huy động khi cần thiết để mở rộng hiệu quả của quân đội chính quy bằng cách bổ sung biên chế, lực lượng cho quân đội thường trực.
Một đội quân chính quy có thể là: Một đội quân nghĩa vụ, bao gồm các chuyên gia, tình nguyện viên và cả lính nghĩa vụ (sự hiện diện của lính quân dịch, bao gồm cả những tân binh cho quân thường trực và cũng là lực lượng dự bị bắt buộc). Quân đội chuyên nghiệp, không có nghĩa vụ (không có nghĩa vụ bắt buộc và có quân dự bị tự nguyện). Tại Vương quốc Anh và Hoa Kỳ, thuật ngữ Quân đội chính quy có nghĩa là quân đội thường trực tại ngũ chuyên nghiệp, khác với thành phần dự bị: Lực lượng Dự bị Lục quân (trước đây là Quân đội Lãnh thổ) ở Vương quốc Anh và Lực lượng Dự bị Quân đội Hoa Kỳ và Quân đội Quốc gia.